# 242 aC
El 242 aC va ser un any del calendari romà prejulià. Durant la República i l'Imperi Romà, era conegut com a any del consolat de Càtul i Albí (o també any 512 ab urbe condita). L'ús del nom «242 aC» per referir-se a aquest any es remunta a l'alta edat mitjana, quan el sistema Anno Domini va ser el mètode de numeració dels anys més comú a Europa.

## Esdeveniments

### Antiga Grècia
- Olimpíada de l'Epir, filla del rei Pirros, assumeix la regència de l'Epir a la mort del seu espòs i germà Alexandre II, en nom dels dos fills menors Pirros II i Ptolemeu de l'Epir. Per tenir més força davant dels etolis dona la seva filla Ftia en matrimoni a Demetri II de Macedònia.[2]
- La Lliga Aquea demana ajuda a Esparta contra la Lliga Etòlia aliada amb el regne de Macedònia. Agis IV, rei d'Esparta, hi va al front d'un exèrcit per lluitar al costat d'Arat de Sició, el cap de la Lliga Aquea, però la tàctica molt prudent d'Arat impedeix a Agis de participar en cap acció d'importància.[3]
- Cratesiclea, reina d'Esparta, esposa de Leònides II i mare de Cleòmenes III, és la causa, per aquest matrimoni, de la destitució temporal de Leònides per una proposta de l'èfor Lisandre. Una antiga llei espartana obligava als reis a casar-se amb dones nascudes a Esparta, i Cratesiclea era d'origen selèucida, donada en matrimoni al rei per un lloctinent de Seleuc II Cal·línic. Deposat Leònides, Cratesiclea s'exilia, però al cap d'un any torna a Esparta on recupera el tron, matant al rei euripòntida Agis IV.[4]

### Antiga Roma
- Aquest any són elegits cònsols Gai Lutaci Càtul i Aulus Postumi Albí.[5][6]
- Els romans, que després de la batalla de Drèpana (459 aC) havien perdut les seves naus, decideixen construir una gran flota per vèncer els cartaginesos i finalitzar la Primera Guerra Púnica. Es construeix una flota de 200 naus de guerra amb una rapidesa sorprenent i s'ordena als dos cònsols que prenguin el comandament.[7]
- Postumi Albí, que era flamen martialis, tenia prohibit per ordre del pontífex màxim sortir de la ciutat, i el seu lloc és ocupat per Quint Valeri Faltó, pretor. Lutaci Catul, abans de sortir, decideix de consultar l'oracle de la fortuna a Praeneste, en contra del costum ja que un general romà no pot consultar altres déus que els que hi ha a la ciutat de Roma.[8]
- Lutaci Catul es dirigeix a Sicília a principis d'estiu, quan la marina enemiga encara estava hibernant a Cartago. Ocupa el port de Drepanum i assetja la ciutat. Quan la vol ocupar rep una ferida greu que l'obliga a suspendre la lluita per un temps, i Valeri Faltó el substitueix en la direcció de les operacions. Hannó, general cartaginès, intenta trencar el setge sense èxit.[9]

## Naixements
- Fan Kuai, que serà un general militar a l'inici de la Dinastia Han i una figura prominent en el període de la Disputa Chu–Han de la història xinesa.